# Sapromyza peterseni
Sapromyza peterseni är en tvåvingeart som beskrevs av Malloch 1927. Sapromyza peterseni ingår i släktet Sapromyza och familjen lövflugor. Inga underarter finns listade i Catalogue of Life.